# Олексенко Степан Антонович
Степа́н Анто́нович Оле́ксенко (9 (22) грудня 1904 , Пляківка, Кам'янський район  — 25 вересня 1976 , Київ ) — український радянський компартійний діяч, один з організаторів партизанського руху, 1-й секретар Дрогобицького обласного комітету КП(б)У. Депутат Верховної Ради СРСР 1—3-го скликань.

## Біографія

Могила Степана Олексенка та його сина, Байкове кладовище

Народився 9 (22) грудня 1904 року в селянській родині в селі Пляківка, тепер Кам'янський район, Черкаська область. У травні — вересні 1922 року — ремонтний робітник Південно-Західної залізниці. У вересні 1922 — січні 1924 року — селянин в господарстві батька в селі Пляківці. У 1924 році вступив до комсомолу.
У січні 1924 — січні 1925 року — голова комітету незаможних селян села Пляківки. У січні — жовтні 1925 року — секретар Пляківської сільської ради та секретар комсомольського осередку села Пляківки. У жовтні 1925 — жовтні 1926 року — член бюро, завідувач економічного відділу Кам'янського районного комітету ЛКСМУ Шевченківського округу.
У жовтні — грудні 1926 року — курсант полкової школи артилерійського полку в місті Черкасах.
У грудні 1926 — жовтні 1927 року — голова Кам'янського районного комітету незаможних селян Шевченківського округу.
Член ВКП(б) з березня 1927 року.
У жовтні 1927 — травні 1930 року — студент робітничого факультету Київського сільськогосподарського інституту. У травні 1930 — травні 1933 року — студент Київського інституту механізації та електрифікації сільського господарства.
У травні 1933 — березні 1934 року — помічник з комсомольської роботи начальника Політичного відділу Півненківської машинно-тракторної станції (МТС) в селі Тростянець Охтирського району Харківської області. У березні — жовтні 1934 року — заступник начальника з партійно-масової роботи Політичного відділу Тавежнянської машинно-тракторної станції (МТС) в селі Бучки Сахновщинського району Харківської області. У жовтні 1934 — лютому 1935 року — заступник начальника з партійно-масової роботи Політичного відділу Краснопільської машинно-тракторної станції (МТС) в селі Краснопілля Сумського району Харківської області.
У лютому 1935 — липні 1936 року — заступник секретаря Згурівського районного комітету КП(б)У Харківської області. У липні 1936 — липні 1937 року — 2-й, 1-й секретар Вовчанського районного комітету КП(б)У Харківської області.
У липні — вересні 1937 року — 3-й секретар Харківського обласного комітету КП(б)У. У вересні — жовтні 1937 року — 2-й секретар Харківського обласного комітету КП(б)У.
У жовтні 1937 — травні 1938 року — 1-й секретар Організаційного бюро ЦК КП(б)У по Кам'янець-Подільській області. З жовтня 1937 року входив до складу «трійки» УНКВС Кам'янець-Подільської області. 
З травня до липня 1938 року працював завідувачем радянсько-торгового відділу ЦК КП(б)У.
У липні 1938 — листопаді 1940 року — член колегії Народного комісаріату місцевої промисловості Української РСР і начальник Головного управління (тресту) поліграфічної промисловості УРСР «Укрполіграф».
У листопаді 1940 — вересні 1941 року — директор міжобласної контори електрифікації сільського господарства тресту «Київсільелектро». У жовтні 1941 — серпні 1942 року — директор міжобласної контори електрифікації сільського господарства тресту «Донсільелектро» у містах Сталіно та Ворошиловграді. У вересні 1942 — квітні 1943 року — директор республіканської контори електрифікації сільського господарства тресту «Казсільелектро» в місті Алма-Аті.
У квітні 1943 року за ухвалою ЦК КП(б)У Олексенка призначено секретарем Кам'янець-Подільського підпільного обкому партії, начальником обласного штабу партизанського руху, командиром партизанського з'єднання. Під керівництвом підпільного обкому, очолюваного Олексенком, в тилу ворога діяло 37 партизанських загонів, об'єднаних у 5 з'єднань (понад 10 тисяч партизанів), які завдавали ударів по Шепетівському залізничному вузлу.
30 березня — 30 травня 1944 року — 1-й секретар Херсонського обласного комітету КП(б)У.
У травні 1944 — грудні 1946 року — 1-й секретар Дрогобицького обласного і міського комітетів КП(б)У. Відповідно до відомостей із автобіографії у 1946 році закінчив Київський сільськогосподарський інститут.
У грудні 1946 — вересні 1949 року — слухач Вищої партійної школи при ЦК ВКП(б) у Москві.
У вересні 1949 — вересні 1952 року — 1-й секретар Дрогобицького обласного комітету КП(б)У. Одночасно, у вересні 1949 — січні 1950 року — 1-й секретар Дрогобицького міського комітету КП(б)У.
У жовтні 1952 — квітні 1953 року — заступник міністра радгоспів Української РСР. У травні 1953 — травні 1955 року — заступник міністра місцевої і паливної промисловості Української РСР. У травні 1955 — червні 1957 року — 1-й заступник міністра радгоспів Української РСР.
У серпні 1957 — березні 1961 року — начальник Головного управління електрифікації сільського господарства «Укрголовсільелектро» Міністерства сільського господарства УРСР.
У березні 1961 — січні 1963 року — начальник Головного управління сільської електрифікації Українського республіканського об'єднання Ради міністрів УРСР «Укрсільгосптехніка» та член колегії «Укрсільгосптехніки».
У січні 1963 — грудні 1971 року — заступник міністра енергетики і електрифікації Української РСР — начальник Головного управління сільської електрифікації.
З грудня 1971 року — на пенсії у Києві, персональний пенсіонер союзного значення.
Делегат чотирьох з'їздів Компартії України — XIV (1938), XV (1940), XVI (1949) та XVIII (1954).
Помер 25 вересня 1976 року в Києві. Похований на Байковому кладовищі разом з сином (ділянка № 52).

### Родина
- Дружина — письменниця Галина Олексенко.
- Син — актор, народний артист СРСР Степан Олексенко (1941—2006).
  - Невістка — акторка, народна артистка УРСР Марина Герасименко (1941—2003).
  - Онука — акторка Олександра Олексенко.
- Син — мистецтвознавець, театральний діяч, актор В'ячеслав Олексенко (1945—2018).
  - Онука — акторка, заслужена артистка України Тетяна Олексенко-Жирко (нар. 1971).

## Нагороди
- орден Леніна (23.01.1948)
- два ордени Трудового Червоного Прапора (26.02.1958,)
- орден «Знак Пошани»
- орден Богдана Хмельницького І-го ступеня (2.05.1945)
- орден Вітчизняної війни І-го ступеня (1945)
- орден Червоного Прапора
- Почесна Грамота Президії Верховної Ради УРСР (21.12.1964)
- медалі